# Wade Barrett

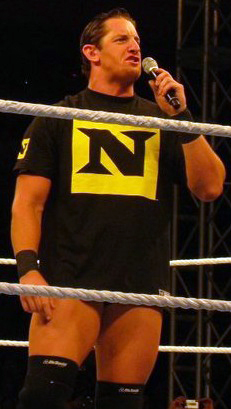
Nexus tagjaként, 2010

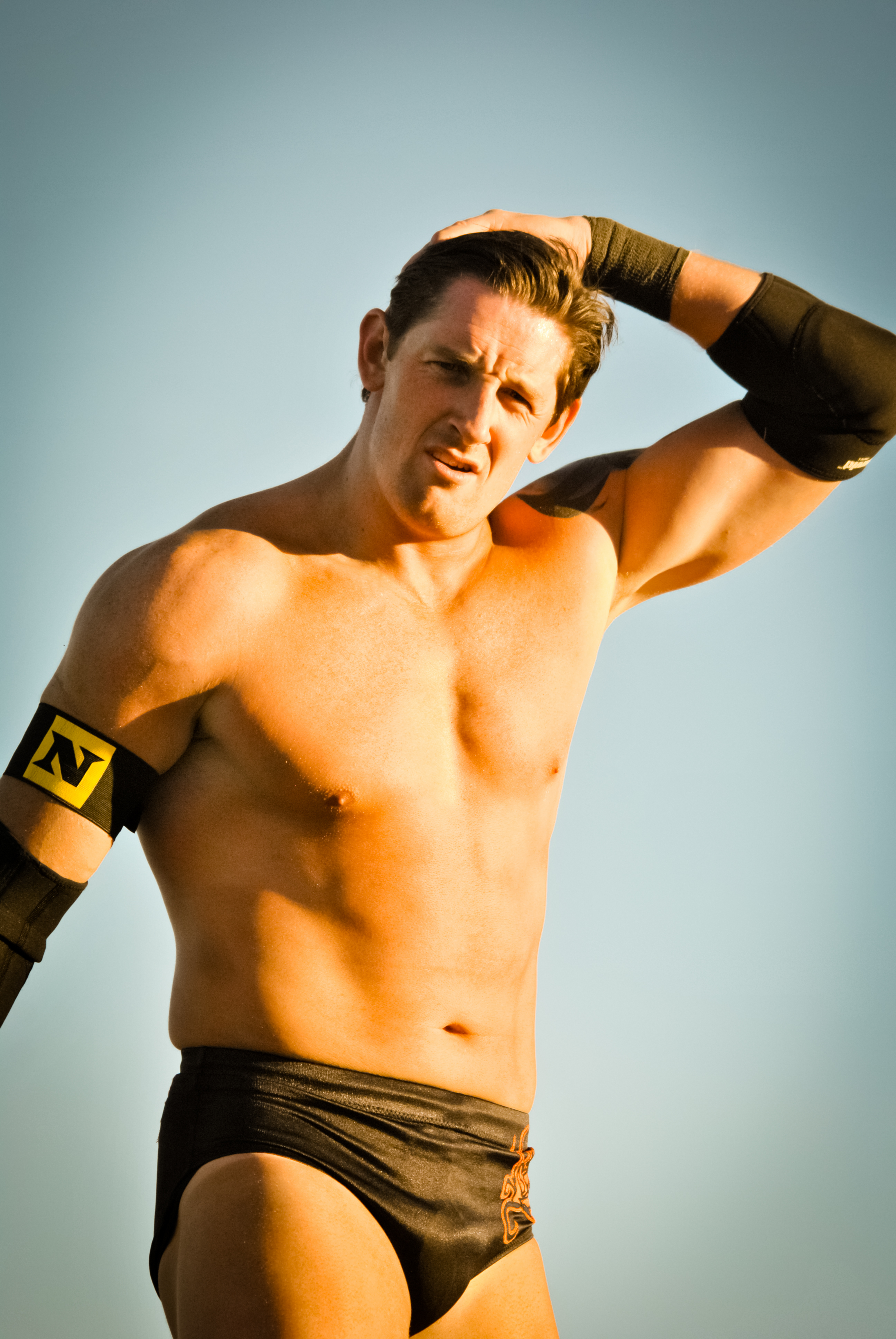
Tribute to the Troops show, 2010

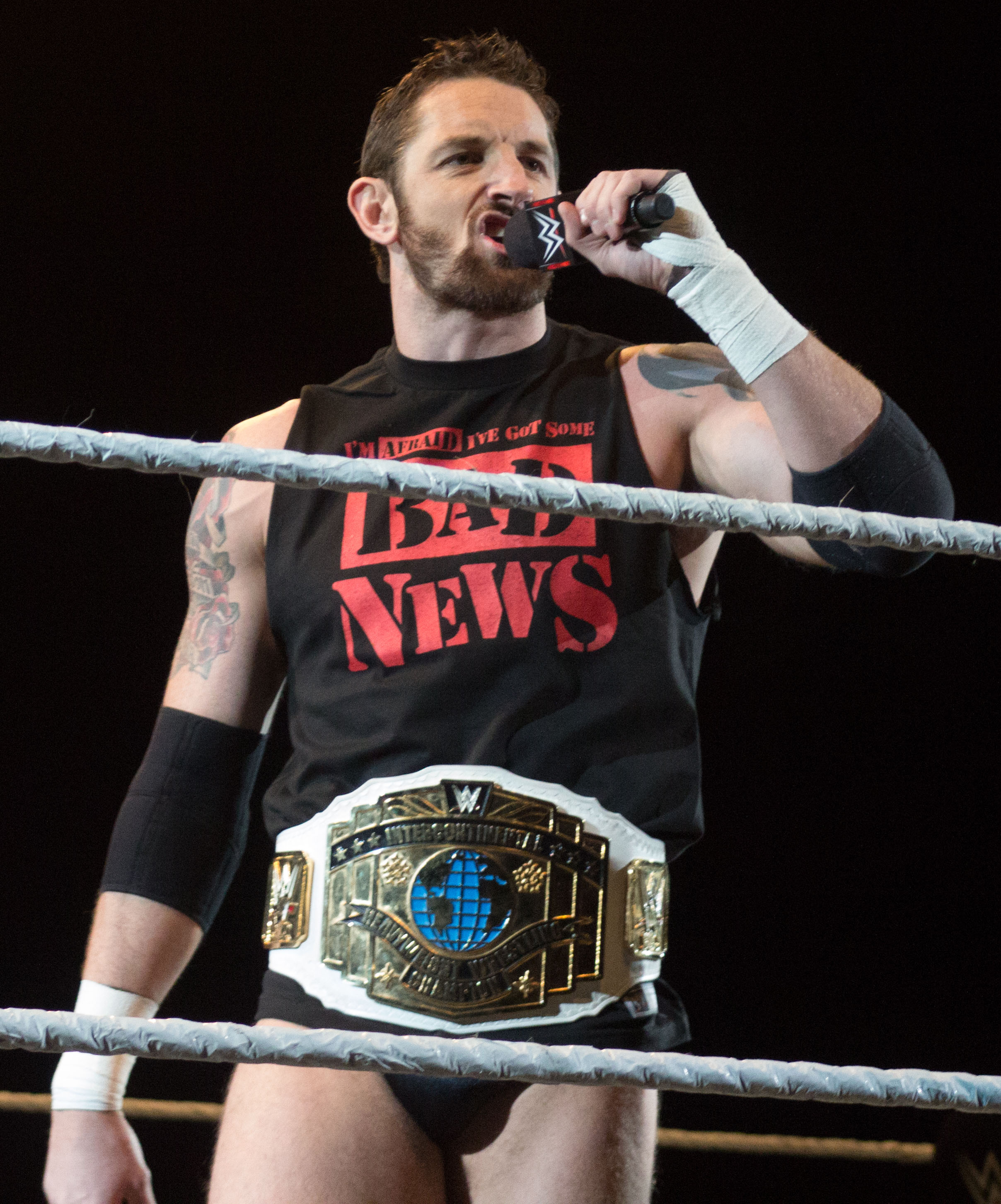
Interkontinentális bajnok, 2015

Stuart Alexander Bennett, ismertebb nevén Wade Barrett (Penwortham, Lancashire, 1980. augusztus 10. –) egy angliai profi birkózó, profi pankrátor és színész. 2010-ben megnyerte az NXT első évadát, majd a Nexus tagjaként debütált a RAW-on. Karrierje során 5x nyerte meg a WWE interkontinentális bajnoki övet, 1x az FCW Florida Tag Team bajnoki övet, 1x az OVW Southern Tag Team bajnoki övet és 1x a Dropkixx IWC Európa bajnoki címet. 2015-ben megnyerte a "King of the Ring" nevű versenyt, majd ringnevét King Barrett-re (Barrett királyra) változtatta.

## Profi pankrátor karrier
Bennett Preston-ban élt  hatéves koráig, majd a családjával Wales-be költözött. Gyermekkora óta érdekli a pankráció; példaképe Davey Boy Smith volt. A liverpooli egyetemen diplomázott le, majd úgynevezett "Bare-knuckle" boxot folytatott egész Európában. Bennett 21 évesen úgy döntött, hogy inkább profi birkózó (pankrátor) szeretne lenni; edzője John Moss ,Jon Ritchie és Al Snow lett. 2003 júniusában Stu Sanders néven debütált a NWA UK Hammerlock Wrestling-nél. Sanders fellépett számos Dropkixx meccsen, Real Quality meccsen és az All Star Wrestling eseményein is. 
2005 júniusában megverte Danny Beckwith-et, így ő lett az új Dropkixx IWC nehézsúlyú bajnok. Ezt követően Nick Aldis-al és Danny Dexter-el került viszályba, majd 2006. november 13-án fellépett egy Manchesterben megrendezett WWE RAW adáson. A következő hónapokban még különböző próbáknak vetették alá, majd Bennett 2007 októberében aláírt velük egy fejlődési szerződést. Az Ohio-völgy Wrestling (OVW)-hez került; ringneve továbbra is Stu Sanders volt. Itt csapatot alapított Paul Burchill-el, majd megnyerték az OVW Southern Tag Team bajnoki címet. 2008-ban Sanders átkerült a Florida Championship Wrestling (FCW)-hez, ahol Drew McIntyre-el alkotott csapatot. A közös Tag Team sikeresnek bizonyult, hiszen megnyerték az FCW Florida Tag Team bajnoki címet. Ringnevét később Lawrence Knight-ra változtatta, majd egy ideig FCW kommentátorként tevékenykedett. 
2010-ben megjelent az NXT első évadában, majd június 7-én beavatkozott John Cena és CM Punk címmeccsébe. Ezt követően Barrett és több másik újonc folyamatosan támadta a WWE pankrátorokat; nevük a Nexus volt. Ez tulajdonképp egy lázadás volt a WWE ellen, melyet Barrett irányított. Barrett legfőbb riválisa John Cena volt, akivel többször összecsapott a WWE bajnoki címért. 2011 januárjában Barrett átadta a Nexus irányítását CM Punk-nak, majd átkerült a SmackDown-ba. Itt a Big Show-al versengett, majd március 25-én legyőzte Kofi Kingston-t, s ezzel ő lett az új interkontinentális bajnok. Ezt követően Ezekiel Jackson-al került összetűzésbe, melynek eredményeképp 89 nap után elbukta a címet. Ezután Daniel Bryan-el, majd Randy Orton-al rivalizált, majd 2012 februárjában kificamodott a könyöke, s emiatt több hónapos pihenőre kényszerült. 
2012 szeptemberében tért vissza egy teljesen új külsővel (más hajviselet, szakáll), s számtalan pankrátort legyőzött; többek között Yoshi Tatsu-t, Justin Gabriel-t, Tyson Kidd-et, és Zack Ryder-t is. Ezután Kofi Kingston-al többször összecsapott, s végül elvette tőle az interkontinentális övet. A 2013-as Royal Rumble meccsen Bo Dallas kiejtette őt, s ezzel egy új viszály kezdődött. A WrestleMania 29-en elvesztette az övet The Miz ellen, azonban másnap visszanyerte tőle a RAW-on. Vízum ügyek miatt egy darabig nem lehetett őt látni, majd decemberben visszatért Bad News Barrett néven. A 2014-es Extreme Rules-en legyőzte Big E Langston-t, s ezzel négyszeres interkontinentális bajnoknak tudhatta magát. Egy rövid ideig Rob Van Dam-al rivalizált, majd júniusban vállsérülést szenvedett. Emiatt öt hónapos pihenőre vonult, s kénytelen volt lemondani az övről. Barrett novemberben visszatért, majd 2015-ben Dolph Ziggler legyőzésével megnyerte ötödik alkalommal is az interkontinentális övet. Dean Ambrose ellen többször megvédte, de a WrestleMania 31-en megrendezett létrameccsen elbukta a címet.
Részt vett a 2015-ös "King of the Ring" nevű versenyen. Legyőzte Dolph Ziggler-t, R-Truth-t, s végül Neville-t is, s így megnyerte a tornát. Nevét King Barrett-re változtatta, majd köpenyt és koronát kezdett viselni. Neville-el és R-Truth-al rivalizált, majd ideiglenesen összeállt Stardust-al egy Tag Team-be. Novemberben Sheamus, Rusev és Alberto Del Rio társaságában belépett a Népszövetség (The League of Nations) nevű csapatba. 2016-ban a The New Day (Big E, Kofi Kingston, Xavier Woods) nevű csapattal többször összecsaptak a Tag Team bajnoki címért, de nem sikerült megszerezniük. Az április 4-i vereség után, a Népszövetség Barrett-et hibáztatta, amiért szerintük ő a "gyenge láncszem", ezért kirúgták a csapatból. Ez volt az utolsó megjelenése a WWE-ben. Májusban Bennett kijelentette, hogy nem írja alá az új szerződést a WWE-vel, de más szervezethez sem akar menni, mivel most a színészi karrierjére szeretne összpontosítani. A visszatérés lehetőségét azonban nem zárta ki: "Majd amikor eljön az ideje, visszatérek a ringbe."

## Eredményei
Dropkixx
- Dropkixx IWC European Heavyweight Championship (1x)

Florida Championship Wrestling
- FCW Florida Tag Team Championship (1x) – Csapattársa: Drew McIntyre

Ohio Valley Wrestling
- OVW Southern Tag Team Championship (1x) – Csapattársa: Paul Burchill

Pro Wrestling Illustrated
- Az év viszálya (2010) – The Nexus vs. WWE
- PWI közönség rangsor szerint a 19. helyet érte el az 500-ból. (2011)

World Wrestling Entertainment/WWE
- WWE Intercontinental Championship (5x)
  - 2011.03.22.: Legyőzte Kofi Kingston-t a SmackDown-ban.
  - 2012.12.29.: Legyőzte Kofi Kingston-t a RAW-on.
  - 2013.04.08.: Legyőzte The Miz-t a RAW-on.
  - 2014.05.04.: Legyőzte Big E Langston-t az Extreme Rules-en.
  - 2015.01.05.: Legyőzte Dolph Ziggler-t a RAW-on.
- King of the Ring győzelem (2015)
- NXT győzelem (Első évad)
- Az év legsokkolóbb pillanata Slammy-díj (2010) – Debütálása a Nexus-ban

Wrestling Observer Newsletter
- Az év leggyűlöltebb pankrátora (2010) – A Nexus tagjaként

## Befejező mozdulatai
- Ácskalapás (Bull Hammer)
- Szemétdomb (Wasteland)
- Szuvenír

## Bevonuló zenéi
- 12 Stones – "We Are One" (2010. június 7. – 2011. január 3.; The Nexus tagjaként)
- Jim Johnston – "End of Days" (2011. január 14. – 2012. január 27.)
- American Fangs – "Just Don't Care Anymore" (2012. január 29. – 2013. május 15.)
- CFO$ – "Rebel Son" (2013. május 20. – napjainkig)
- CFO$ – "Hellfire" (2015. november 30. – 2015. december 3.; The League of Nations tagjaként)
- Jim Johnston – "A League of Their Own" (2015. december 7. – napjainkig; The League of Nations tagjaként)

## Filmjei
| Év   | Cím                                              | Szerep                  | Magyar hangja |
| ---- | ------------------------------------------------ | ----------------------- | ------------- |
| 2013 | Bosszútól fűtve (Dead Man Down)                  | Kilroy                  | Sarádi Zsolt  |
| 2016 | Elhárítók (Eliminators)                          | George "Bishop" Edwards | Sarádi Zsolt  |
| 2018 | Bosszú kommandó (I Am Vengeance)                 | John Gold               | Sótonyi Gábor |
| 2020 | Bosszú kommandó 2. (I Am Vengeance: Retaliation) | John Gold               | Sótonyi Gábor |

## Magánélete
Bennett-nek három tetoválása van: a bal felkarján egy szögesdrót, amit később kiterjesztettek a mellkasára is; valamint jobb mellkasán egy rózsa, melyen az alábbi szavak találhatóak: kultúra, elidegenedés, unalom, kétségbeesés. Nagy rajongója a Preston North End nevű angol labdarúgó csapatnak, valamint a Chicago Bears nevű amerikai focicsapatnak. Szabadidejében gitározik, valamint szereti olvasni Hunter S. Thompson műveit. Kedvenc zenekarai: Guns N’ Roses, Manic Street Preachers, The Beatles, The Jam, Oasis, The Smiths, The Stone Roses és a Stereophonics. 2008-ban Bennett-et letartóztatták hivatalos személy akadályoztatásáért. A letartóztatás Tampában, a Champps Étterem és bárban történt hajnali 2 órakor. Másnap szabadon engedték; majd Bennett később kijelentette, hogy ha tudta volna, hogy a férfi rendvédelmis, akkor nem akadályozta volna őt. 2014 novemberében Bennett amerikai zöld kártyát kapott, amely feljogosítja arra, hogy az elkövetkező 10 évben állandó tartózkodási hellyel rendelkezzen az Egyesült Államokban.

## Fordítás
Ez a szócikk részben vagy egészben  a   Wade_Barrett című angol Wikipédia-szócikk fordításán alapul.  Az eredeti cikk szerkesztőit annak laptörténete sorolja fel. Ez a jelzés csupán a megfogalmazás eredetét és a szerzői jogokat jelzi, nem szolgál a cikkben szereplő információk forrásmegjelöléseként.